# Zigenarlägret flyttar till himlen
Zigenarlägret flyttar till himlen (ryska: Табор уходит в небо, även: Queen of the gypsies; eller: Gypsies Are Found Near Heaven) är en sovjetisk film från 1975 regisserad av Emil Loteanu.
Filmen utspelas i 1900-talets början i det forna Bessarabien och handlar om en dramatisk kärlekshistoria mellan den romska flickan Rada och hästtjuven Loiko Zobar. Historien baserar sig på Maksim Gorkijs novell Makar Chudra (ryska: Макар Чудра) från 1892.
Filmen var Sovjetunionens mest populära film år 1976, med 64,9 miljoner sålda biljetter.
Zigenarlägret flyttar till himlen har även iscensatts på olika teatrar bl.a. i Finland, där den har blivit en populär musikteaterpjäs.